# Graphania xanthogramma
Graphania xanthogramma là một loài bướm đêm trong họ Noctuidae.